# La Révolution prolétarienne
La Révolution prolétarienne est une revue syndicaliste (d'abord « revue syndicaliste-communiste », puis à partir de 1930 « Revue syndicaliste révolutionnaire ») fondée par Pierre Monatte à Paris, en janvier 1925. Elle a toujours défendu l'unité syndicale, l'autonomie du mouvement syndical vis-à-vis des partis, l'anticolonialisme, la lutte contre le capitalisme et le stalinisme.

## Historique
Alors que la quasi-totalité des dirigeants syndicalistes français se rallient à « l'union sacrée », une poignée de militants fidèles à l'internationalisme prolétarien résistent à la marée patriotique et saluent avec espoir la conférence de Zimmerwald qui tente de réveiller l'esprit de solidarité par delà des frontières pour s'opposer à la boucherie impérialiste. En 1917, ils prennent fait et cause pour la Révolution d'Octobre qui semble réaliser l'idéal pour lequel ils ont toujours combattu. Et malgré leurs divergences avec les bolcheviks et les nouvelles inquiétantes qui commencent à circuler concernant la répression des opposants, les atteintes aux libertés ouvrières et la liquidation des formes originales de la démocratie soviétique, ils gardent leur confiance dans certains des dirigeants de l'Internationale et adhèrent au jeune Parti communiste français où ils prennent rapidement des responsabilités. Alfred Rosmer entre au Bureau politique, Pierre Monatte, Chambelland, et quelques autres, se retrouvent au comité directeur et à la rédaction de l'Humanité. Mais cette collaboration sera de courte durée. L'évolution de l'Internationale communiste après la mort de Lénine aggrave la crise interne et les luttes de fraction, la domination d'un clan aux ordres des nouveaux maîtres de Moscou rend tout débat impossible. Objets de critiques, les syndicalistes révolutionnaires démissionnent en 1924 de toutes leurs fonctions, dénonçant l'arrivisme, l'électoralisme et les méthodes autocratiques de l'équipe en place, l'obéissance aveugle aux mots d'ordre et la « mentalité de chambrée » qui s'installe dans l'organisation. Et progressivement, exclus ou démissionnaires, tous vont quitter le Parti.
Le premier numéro de « La Révolution Prolétarienne » paraît en janvier 1925. Revue de combat, avant tout fidèle à la charte d'Amiens, c'est à bien des égards la continuation de La Vie ouvrière fondée par Pierre Monatte en 1909. Refusant la voie réformiste comme la subordination au Parti, elle procède à l'examen de tous les problèmes pratiques et théoriques qui se posent au mouvement ouvrier, et publie des articles de fond où la question du communisme tient la plus grande place, ainsi que des études très documentées sur la vie syndicale, les grèves, la situation économique et industrielle. Stigmatisant l'impérialisme français en Indochine, à Madagascar et en Afrique du Nord, la "RP" est très tôt attentive à la condition des peuples colonisés comme à la naissance des mouvements d'émancipation, et elle contribue d'une manière décisive à la prise de conscience des problèmes coloniaux par le mouvement syndical. Mais on y trouve également de nombreuses enquêtes et des témoignages sur l'URSS et les pays du bloc de l'Est. Véritable centre de résistance à la mainmise stalinienne sur le mouvement ouvrier, elle dénonce sans relâche les conditions de vie des prolétaires dans les contrées du socialisme réel, la persécution des trotskistes et des anciens bolcheviks, la liquidation des cadres du mouvement communiste international dans les cachots de la GPU, les assassinats et les déportations.
Parmi les auteurs ayant écrit dans la revue, on trouve notamment Daniel Guérin, Simone Weil, Michel Collinet, Victor Serge, Jean Maitron, Maurice Paz, Magdeleine Paz, Albert Camus, George Orwell, Albert Memmi et Pierre Aubery. Les principaux fondateurs du Parti communiste français, exclus ou démissionnaires — Fernand Loriot, Boris Souvarine, Alfred Rosmer, Amédée Dunois —, y écrivent dans les premières années. La revue est un lieu de rencontre pour différents courants du mouvement ouvrier — marxistes, syndicalistes, libertaires —, qui combattent notamment le stalinisme.
D'abord mensuelle, la revue est bimensuelle de 1927 à 1939. La publication cesse en 1939 avec la guerre et reprend en 1947 avec pour responsables Robert Louzon puis Raymond Guilloré (1970-1981) et Jean Moreau (1983-2016). Monatte, Rosmer et Chambelland se montrent très critiques, au début des années 1950, vis-à-vis de l'orientation atlantiste prise par certains rédacteurs. La revue ne réussira pas à retrouver l'influence qui était la sienne entre les deux guerres. Elle continue à paraître aujourd'hui. Luttant inlassablement contre le refoulement de l'histoire et de l'analyse critique, elle n'a pas renoncé à la grande espérance portée par le mouvement ouvrier.